# André Bertouille
André Bertouille (Ronse, 29 januari 1932) is een voormalig Belgisch politicus voor de PRL. Hij werd onder meer minister.

## Levensloop
Met een diploma in administratief recht werd Bertouille van 1951 tot 1974 gemeentesecretaris in Komen. Deze gemeente behoorde aanvankelijk tot de provincie West-Vlaanderen, maar ingevolge de wetten op de vastlegging van de taalgrens, werd de gemeente in 1962 overgeheveld naar de provincie Henegouwen. Ook werkte hij van 1961 tot 1974 als leraar in het rijksonderwijs en was hij van 1960 tot 1981 leraar administratief recht in het onderwijs voor sociale promotie.
Na Komen te hebben verlaten, vestigde Bertouille zich in de stad Doornik. Hij werd er politiek actief voor de liberale PLP en werd in 1970 verkozen tot gemeenteraadslid van Doornik, wat hij bleef tot in 2006. Hij was er van 1974 tot 1976 en van 1983 tot 1994 schepen van Cultuur en van 1995 tot 2000 OCMW-voorzitter. 
Van 1974 tot 1979 was Bertouille bovendien ondervoorzitter en daarna politiek secretaris van de PLP en daarna de PRLW en van 1977 tot 1995 was hij voorzitter van de PRLW/PRL-federatie van Doornik. 
In 1974 vatte hij zijn parlementaire carrière aan als gecoöpteerd senator in de Senaat. Hij oefende deze functie uit tot in 1977 en zetelde daarna van 1977 tot 1995 voor het arrondissement Doornik-Aat-Moeskroen in de Kamer van volksvertegenwoordigers. Door de toen bestaande dubbelmandaten zetelde Bertouille eveneens in de Cultuurraad voor de Franse Cultuurgemeenschap (1974-1980), de voorlopige Waalse Gewestraad (1974-1977), de Waalse Gewestraad (1980-1995) en de Raad van de Franse Gemeenschap (1980-1995). Daarenboven was Bertouille van 1977 tot 1980 secretaris van de Cultuurraad voor de Franse Cultuurgemeenschap, van 1980 tot 1981 secretaris van de Raad van de Franse Gemeenschap, van 1988 tot 1995 quaestor van de Kamer. In 1995 zette hij een punt achter zijn parlementaire carrière om plaats te maken voor zijn dochter Chantal Bertouille.
Bertouille zetelde tevens vijf jaar lang in de Nationale Schoolpactcommissie. Van mei tot oktober 1980 was hij staatssecretaris voor het Waals Gewest in de Regering-Martens III. Vervolgens was hij van 1981 tot 1983 minister van Huisvesting en Informatica in de Waalse Regering. Hij maakte toen de overstap naar het federale niveau en volgde Michel Tromont op als minister van Nationale Opvoeding in de regering-Martens V, hetgeen hij bleef tot in 1985. Daarna was Bertouille van 1985 tot 1988 minister van Gezondheid, Onderwijs en Middenstand in de Franse Gemeenschapsregering, waarbij hij zich voornamelijk toelegde op de strijd tegen tabak.
Na zijn parlementaire carrière was hij van 1995 tot 2000 lid van het beheerscomité van het Waals Agentschap voor de Integratie van Personen met een Handicap en was hij van 2002 tot 2014 voorzitter van de verzoenings- en bemiddelingsraad van de MR, de disciplinaire instantie van de opvolger van de PRL. Ook werd hij ondervoorzitter van het liberaal verbond voor gepensioneerden. Bertouille werd tevens benoemd tot ereconsul van Roemenië.